# Prionurus punctatus
Prionurus punctatus là một loài cá biển thuộc chi Prionurus trong họ Cá đuôi gai. Loài cá này được mô tả lần đầu tiên vào năm 1862.

## Từ nguyên
Từ punctatus trong danh pháp của loài cá này theo tiếng Latinh có nghĩa là "lấm chấm", ám chỉ các đốm đen phủ dày đặc khắp cơ thể của chúng.

## Phạm vi phân bố và môi trường sống
P. punctatus có phạm vi phân bố ở Đông Thái Bình Dương. Loài cá này được tìm thấy ở phía nam Baja California và vịnh California, trải dài hầu hết bờ tây México, bao gồm vùng biển xung quanh quần đảo Revillagigedo; và từ El Salvador trải dài đến tây bắc Costa Rica.
P. punctatus sống gần các rạn san hô và những mỏm đá ngầm ở độ sâu đến ít nhất là 30 m, nhưng thường được quan sát ở độ sâu khoảng 12 m trở lại.

## Mô tả
Chiều dài cơ thể tối đa được ghi nhận ở P. punctatus là 60 cm. Cơ thể có màu xám với nhiều chấm đen bao phủ khắp đầu và thân; vây đuôi màu vàng tươi nổi bật. Đầu có 2 dải sọc đen: một dải băng qua mắt, dải còn lại nằm trên nắp mang, kéo dài xuống gốc vây ngực; dải màu trắng nằm giữa 2 dải đen này. Cuống đuôi có 3 phiến xương nhỏ màu đen ở mỗi bên.

## Sinh thái và hành vi
P. punctatus hợp thành đàn và kiếm ăn xung quanh các rạn san hô. Thức ăn của chúng là các loại tảo.